# Bombus anacolus
Bombus anacolus (saknar svenskt namn) är en utdöd insekt i överfamiljen bin (Apoidea) och släktet humlor (Bombus).
Arten är en utdöd humla, som levde under Miocen, mellan 15,2 och 17 miljoner år före nutid. Den återfanns 1994 i Shanwangs geologiska nationalpark i häradet Linqu i provinsen Shandong i Kina. Framvingarna var omkring 18 mm långa.